# Flexiseps andranovahensis
Flexiseps andranovahensis — вид сцинкоподібних ящірок родини сцинкових (Scincidae). Ендемік Мадагаскару.

## Поширення і екологія
Flexiseps andranovahensis мешкають на південному сході острова Мадагаскар. Вони живуть в сухих листопадних лісах і колючих чагарникових заростях. Зустрічаються на висоті до 100 м над рівнем моря.